# 麗鮗
麗鮗（学名：Calloplesiops altivelis），又稱瑰麗鮗、瑰麗七夕魚、近美七夕魚、孔雀七夕魚、海水鬥魚，為輻鰭魚綱鱸形目的其中一個種。

## 分布
本魚分布於印度洋－太平洋區，包括紅海、東非、澳洲、日本、萊恩群島、台灣等海域。

## 深度
水深3至45公尺。

## 特徵
本魚體側扁而呈卵圓形，頭部圓。眼中大。吻短。口中型，可伸縮；上下頜等長，具有絨毛狀或犬齒，鋤骨無齒。鱗大，頭部圓鱗，體為櫛鱗；體側之側線兩條：在上方者接近背鰭基部；另一條則近尾部中央，有孔鱗數分別為19至20枚/9至10枚。背鰭單一，具硬棘11枚，軟條9至10枚；臀鰭硬棘3枚，軟條9至10枚；背鰭和臀鰭越向後者長度越長；胸鰭圓；腹鰭硬棘1枚，軟條4枚，特別發達，經常延長且粗壯；尾鰭尖形。其背鰭、臀鰭棘細長向後延長與尾鰭接近，鰭撐開時形狀呈葉片狀。胸鰭黃色，體紫黑色，身上除胸鰭外均披有白點，在背鰭後緣基底處有一大型眼狀斑。體長可達15公分。

## 擬態

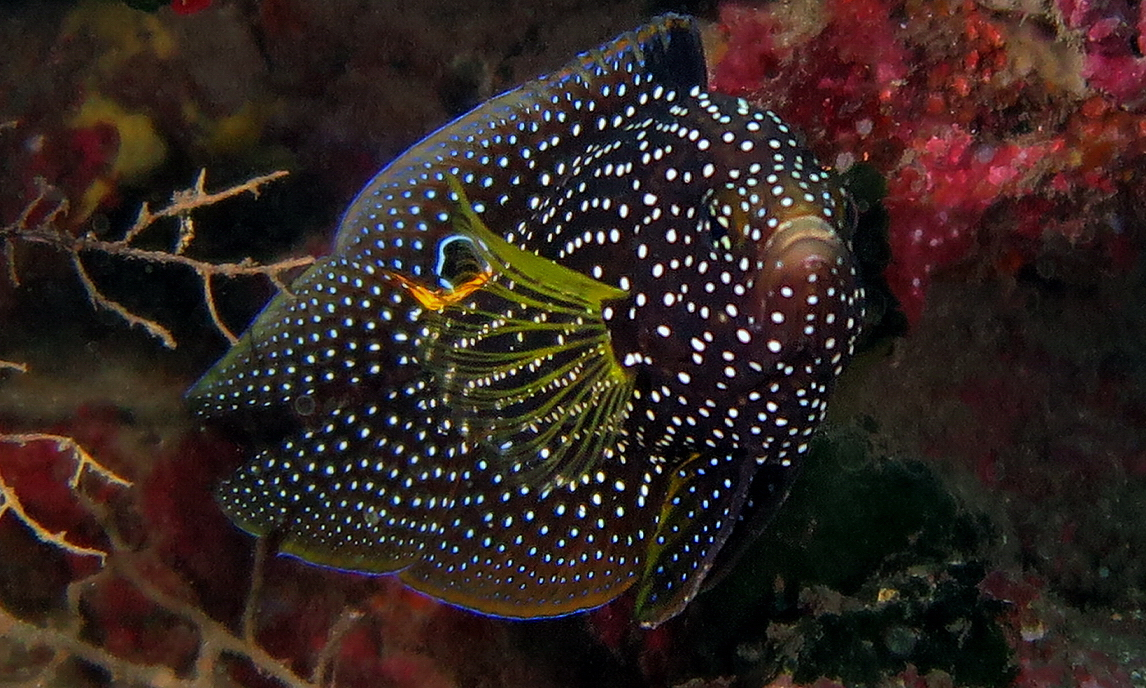
瑰麗七夕魚的正面 (地點: 台灣東北角的龍洞灣南岸)

本魚性羞怯，日間多躲在礁盤洞穴中，當遇到危險時會將有具有假眼的尾鰭朝向外，頭部則是朝向礁石，讓分岔的尾鰭與假眼模擬張開嘴的海鰻，藉以嚇退威脅。

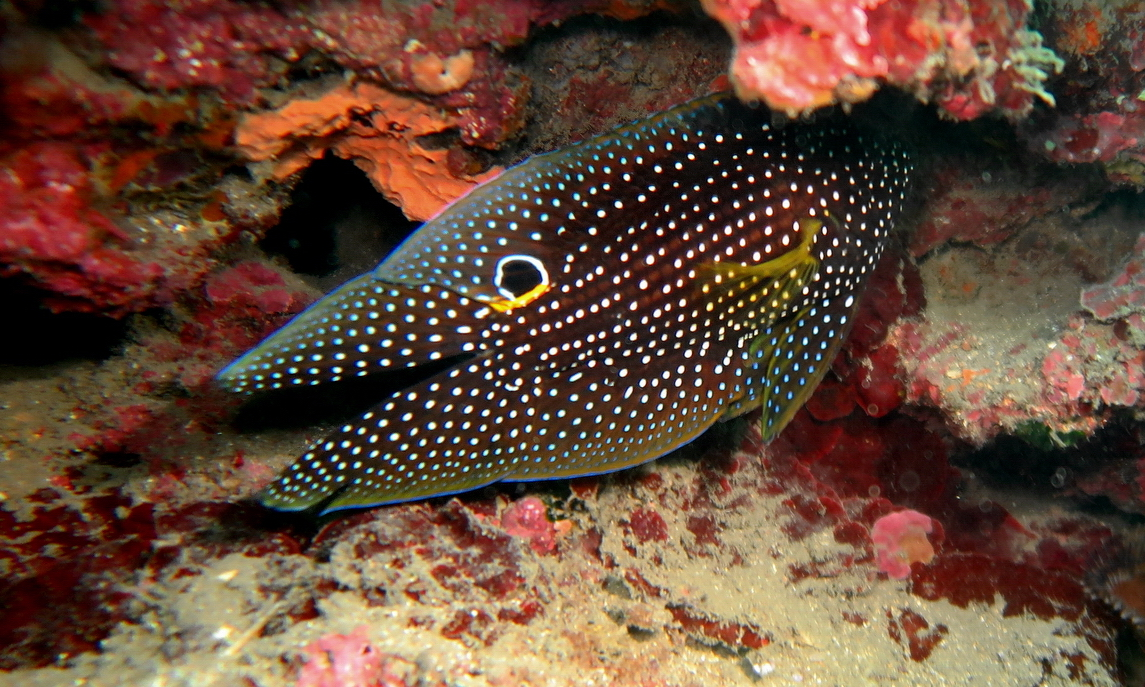
這尾瑰麗七夕魚的頭部朝向礁石的縫隙，尾巴朝外，模擬一尾從礁石中探頭而出睜大眼睛，緊盯著獵物, 張嘴準備覓食的裸胸鯙(海鰻)，藉以擬態的方式來嚇阻可能的掠食者的威脅。相片的地點是台灣東北角的龍洞灣南岸。

## 生態
本魚棲息在珊瑚礁區礁石和沙地交接處的洞穴中，深居在洞內，不容易觀察到，黃昏時期開始出來活動。肉食性，以小魚、蝦為食。

## 經濟利用
為相當豔麗的觀賞魚，不具食用價值。